# 204816 Andreacamilleri
204816 Andreacamilleri è un asteroide della fascia principale. Scoperto nel 2007, presenta un'orbita caratterizzata da un semiasse maggiore pari a 2,8008985 UA e da un'eccentricità di 0,1438172, inclinata di 8,54013° rispetto all'eclittica.
L'asteroide è dedicato allo scrittore italiano Andrea Camilleri.